# Caradrina noctivaga
Caradrina noctivaga är en fjärilsart som beskrevs av Jean Baptiste Eugène Bellier de la Chavignerie 1863. Caradrina noctivaga ingår i släktet Caradrina och familjen nattflyn, Noctuidae. En underart finns listad i Catalogue of Life, Caradrina noctivaga algeriensis Stertz, 1915.